# Orituco tuberculosa
Orituco tuberculosa is een hooiwagen uit de familie Zalmoxioidae.